# Couvains, Manche

Couvains este o comună în departamentul Manche, Franța. În 1 ianuarie 2022 avea o populație de 577 de locuitori.